# The Short Grey
The Short Grey est un jeu vidéo d'aventure développé et édité par Accrosoft, sorti en 1992 sur Amiga et Atari ST. Le joueur incarne un extraterrestre infiltré sur Terre dans le but de préparer une invasion.
Jean-Christophe Jacquet a  écrit le scénario et le programme, Pascal Arn a réalisé les graphismes et Grégoire Dini a composé la musique. Les demomakers du groupe Alcatraz ont réalisé la cinématique d'introduction de la version Amiga.
Il est à noter que toutes les versions originales du jeu sont infectées par le virus Saddam, ainsi que le virus Ebola.
Lors de la préservation du jeu sur amiga pour SPS au format IPF, toutes les versions soumises étaient abimées par le virus saddam, et une version alternative le virus Ebola. Le virus Saddam détruit les informations sur la disquette, il a été de ce fait difficile de trouver une version potable. L'infection par virus s'est faite sur les machines de développement, car les disquettes ont été dupliquées industriellement AVEC les virus en question (l'outil de création des fichiers IPF détecte directement quand une disquette amiga est modifiée). 

## Système de jeu
Il s'agit d'un jeu d'aventure en point and click crée avec AMOS, et pourvu de digitalisations vocales. Le jeu nécessite 1Mo de ram, et n'existe qu'en version française.

## Accueil
Génération 4 75% • Tilt 15/20